# Arquidiocese de Liverpool
A Arquidiocese de Liverpool (Archidioecesis Liverpolitana) é uma arquidiocese da Igreja Católica Romana que abrange a Ilha de Man e parte do Noroeste da Inglaterra. A sede episcopal é a Catedral Metropolitana de Liverpool. A arquidiocese é o centro da Província Eclesiástica de Liverpool, que abrange o norte da Inglaterra e também a Ilha de Man.

## História
Com a abolição gradual das restrições legais às atividades dos católicos romanos na Inglaterra e no País de Gales no início do século XIX, Roma decidiu preencher a lacuna de séculos desde a Rainha Elizabeth I, instituindo dioceses católicas no padrão histórico regular. Assim, o Papa Pio IX emitiu a bula Universalis Ecclesiae de 29 de setembro de 1850, pela qual foram criadas treze novas dioceses que não reivindicavam formalmente qualquer continuidade com as dioceses inglesas pré-elisabetanas.
Uma delas era a diocese de Liverpool. Inicialmente, compreendia as Centenas de West Derby, Leyland, Fylde, Amounderness e Lonsdale, em Lancashire, e a Ilha de Man.
No período inicial, a partir de 1850, a diocese era sufragânea da Sé Metropolitana de Westminster, mas um desenvolvimento posterior foi a criação, pelo Papa Pio X, em 28 de outubro de 1911, de uma nova Província de Liverpool (também conhecida como Província do Norte).

## Localização
A arquidiocese abrange uma área de 1.165 km² (450 milhas quadradas) a oeste do Condado de Lancashire , ao sul de Ribble (West Lancashire e parte de South Ribble), partes de Merseyside, Cheshire, Grande Manchester, as históricas Hundreds de West Derby e Leyland e a Ilha de Man. A sede fica na cidade de Liverpool, onde a cátedra ou sede do arcebispo está localizada na Catedral Metropolitana de Cristo Rei, inaugurada em 14 de maio de 1967.
O edifício central de escritórios é conhecido como Centro Arquidiocesano de Evangelização de Liverpool (LACE). O endereço é LACE, Croxteth Drive, Liverpool, L17 1AA.O número de telefone principal é 0151 522 1000.

## Prelados
|                              | Nome                          | Período    | Notas                            |
| Arcebispos                   | Arcebispos                    | Arcebispos | Arcebispos                       |
| ---------------------------- | ----------------------------- | ---------- | -------------------------------- |
| 10º                          | John Francis Sherrington      | 2025-      | Atual                            |
| 9º                           | Malcolm Patrick McMahon, O.P. | 2014-2025  | Arcebispo emérito                |
| 8º                           | Patrick Altham Kelly          | 1996-2013  | Arcebispo emérito                |
| 7º                           | Derek John Hartford Worlock   | 1976-1996  |                                  |
| 6º                           | George Andrew Beck, A.A.      | 1964-1976  |                                  |
| 5º                           | John Carmel Heenan            | 1957-1963  | Nomeado Arcebispo de Westminster |
| 4º                           | William Godfrey               | 1953-1956  | Nomeado Arcebispo de Westminster |
| 3º                           | Richard Joseph Downey         | 1928-1953  |                                  |
| 2º                           | Frederick William Keating     | 1921-1928  |                                  |
| 1º                           | Thomas Whiteside              | 1911-1921  |                                  |
| Bispos                       |                               |            |                                  |
| 4º                           | Thomas Whiteside              | 1894-1911  | Elevado à Arcebispo              |
| 3º                           | Bernard O'Reilly              | 1873-1894  |                                  |
| 2º                           | Alexander Goss                | 1856-1872  |                                  |
| 1º                           | George Hilary Brown           | 1850-1856  |                                  |
| Bispo coadjutor              |                               |            |                                  |
|                              | Alexander Goss                | 1853-1856  |                                  |
| Bispos auxiliares            |                               |            |                                  |
|                              | Thomas Joseph Neylon          | 2021-      | Atual                            |
|                              | Thomas Anthony Williams       | 2003-2023  | Bispo auxiliar emérito           |
|                              | Vincent Malone                | 1989-2006  |                                  |
|                              | John Anthony Rawsthorne       | 1981-1997  | Nomeado Bispo de Hallam          |
|                              | Kevin O’Connor                | 1979-1993  |                                  |
|                              | Anthony Hitchen               | 1979-1988  |                                  |
|                              | Joseph Malacky Gray           | 1968-1980  | Nomeado Bispo de Shrewsbury      |
|                              | Augustine Harris              | 1965-1978  | Nomeado Bispo de Middlesbrough   |
|                              | Joseph Formby Halsall         | 1945-1958  |                                  |
|                              | Robert Dobson                 | 1922-1942  |                                  |
| Vigário apostólico           |                               |            |                                  |
| 1º                           | George Hilary Brown           | 1840-1850  | Nomeado Bispo diocesano          |
| Vigário apostólico coadjutor |                               |            |                                  |
|                              | James Sharples                | 1843-1850  | Não assumiu, faleceu.            |
| Administrador apostólico     |                               |            |                                  |
|                              | Thomas Anthony Williams       | 2013-2014  | Bispo auxiliar da mesma          |